# والتر کیستلر
والتر کیستلر (انگلیسی: Walter P. Kistler؛ زاده ۵ آوریل ۱۹۱۸) یک فیزیک‌دان، مخترع و نیکوکار اهل سوئیس است.